# Viehhausen (Altenmarkt an der Alz)
Viehhausen ist ein Gemeindeteil von Altenmarkt an der Alz im oberbayerischen Landkreis Traunstein. Der Weiler liegt circa vier Kilometer westlich von Altenmarkt und ist über die Bundesstraße 304 zu erreichen.

## Bevölkerungsentwicklung
| Jahr      | 1871 | 1925 | 1950 | 1970 | 1987 |
| Einwohner | 29   | 19   | 46   | 15   | 24   |

## Baudenkmäler
Siehe auch: Liste der Baudenkmäler in Viehhausen
- Feldkapelle, erbaut 1837,
- Feldkapelle, erbaut Ende des 19. Jahrhunderts